# Recheio de carne

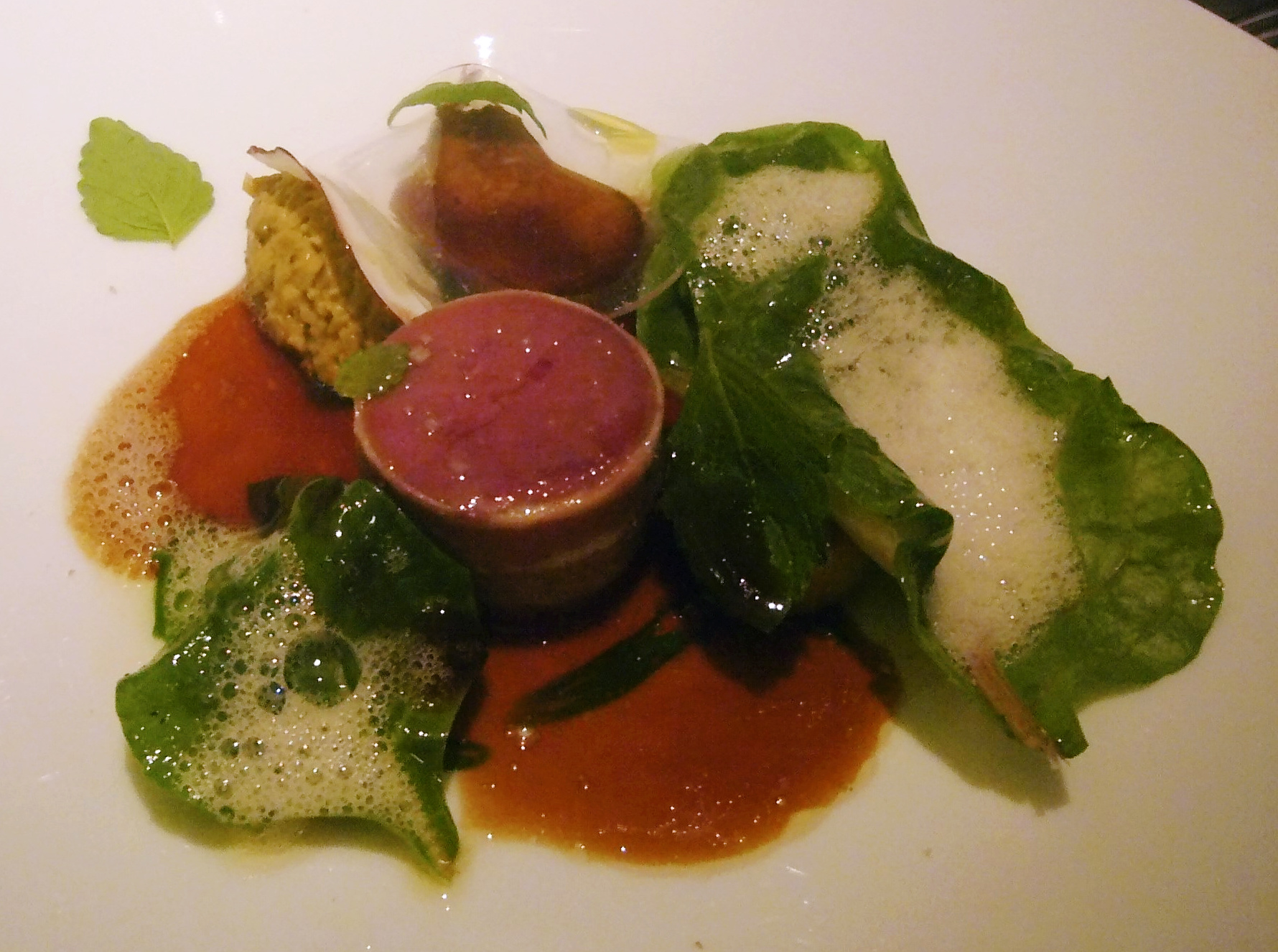
Recheio com carne de lula com cebolinha, anis e suco de combava

Recheio de carne (do inglês forcemeat, derivado do francês farcir, "rechear") é uma mistura uniforme de carne magra com gordura, feita pela moagem ou peneiramento dos ingredientes. O resultado pode ser liso ou grosseiro. Os recheios de carne são usados na produção de vários itens encontrados na charcuteria, incluindo quenelles, salsichas, patês, terrines, rocamboles e galantinas. Os recheios são geralmente produzidos com carne crua, exceto no caso de um gratinado. As carnes comumente usadas incluem carne de porco, peixe (lúcio, truta ou salmão), frutos do mar, carnes de caça (veado, javali ou coelho), aves, aves de caça, vitela e fígados de porco. O fatback de porco (camada de gordura que fica por baixo da pele do dorso do porco) é preferido como gordura, pois tem um sabor neutro.

## História
Os embutidos são um alimento antigo e estão incluídos no Apicius Culinaris, uma coleção de receitas culinárias romanas que se acredita ter sido compilada no final do século IV ou início do século V d.C.

## Tipos

### Direto
Produzido pela moagem progressiva de partes iguais de carne de porco e gordura de porco com um terceiro ingrediente, uma carne dominante, que pode ser de porco ou outra carne. As porções são cortadas em cubos e depois temperadas, curadas, descansadas, moídas e finalmente colocadas no recipiente desejado.

### Estilo caipira
Uma combinação de carne de porco e gordura de porco, muitas vezes com a adição de fígado de porco e ingredientes para guarnição. A textura desse produto acabado é grossa.

### Gratinado
Tem uma porção da proteína principal gratinada.

### Pliante
Fatias finas de carne pressionadas ou dobradas, geralmente alternando a cor ou a textura, com camadas de gordura entre elas.

### Mousseline
De textura muito leve, utiliza cortes magros de carne, geralmente de vitela, aves, peixes ou mariscos. A textura resultante vem da adição de ovos e creme de leite a esse recheio.

## Aglutinantes secundários
Em geral, o único aglutinante em um recheio de carne é a estrutura física da proteína usada. Algumas vezes, é necessário um aglutinante secundário para manter a mistura. Esses aglutinantes geralmente são necessários na preparação de recheios de estilo caipira ou gratinados. Os três tipos de aglutinantes comumente usados são ovos, leite em pó e panadas. A panada pode ser feita com ingredientes ricos em amido que auxiliam no processo de aglutinação; isso inclui batatas bem cozidas que foram transformadas em purê, pão embebido em creme ou pâte à choux.